# Azúcar glas

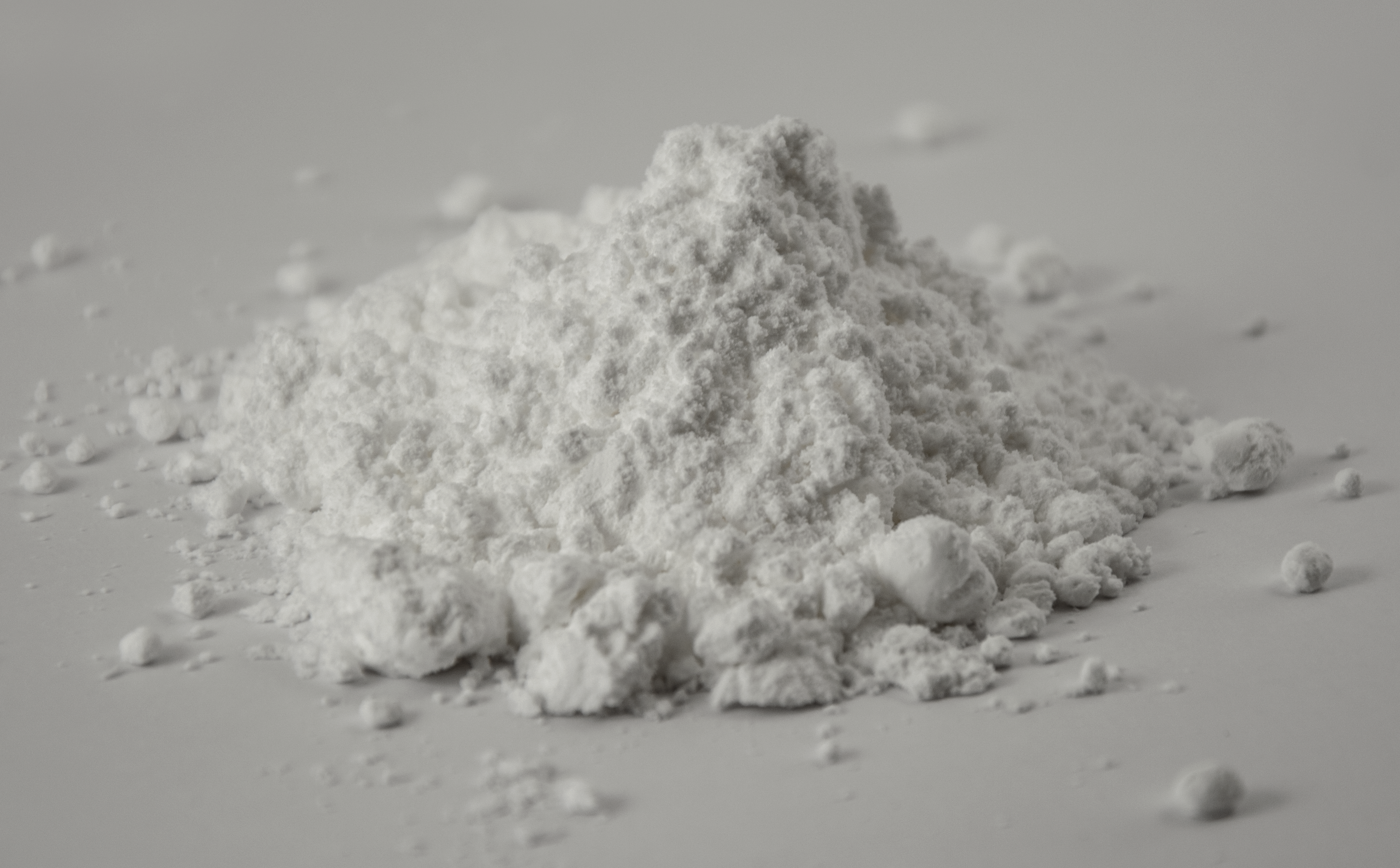
Azúcar glas.

El azúcar glacé es un tipo de azúcar que se caracteriza por estar pulverizado o molido a tamaño de polvo (con cristales de un diámetro inferior a 0,15 mm) con añadido de 2 o 3% de almidón. Este aditivo es de gran importancia para evitar el apelmazamiento del azúcar debido a su elevada higroscopicidad.
El nombre es un galicismo que proviene del francés glace (que se pronuncia /glas/), empleado en la expresión culinaria francesa sucre glace (azúcar nevado en español); la referencia a la nieve se debe al aspecto del acabado que este azúcar permite dar a muchas preparaciones de repostería. Este azúcar no tiene fecha de caducidad

## Usos

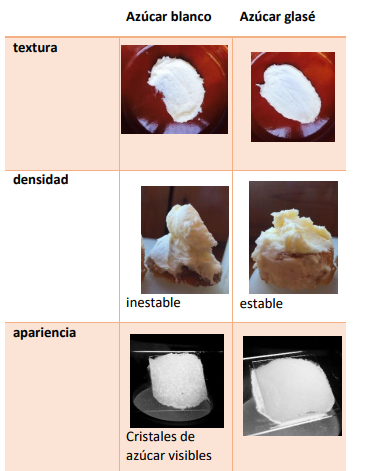

Se utiliza en repostería para cubrir y dar un último toque de decoración suave a postres o dulces. Mezclado con agua caliente y limón produce el glaseado con el que se decoran postres como el apfelstrudel. Mezclando el azúcar glas con un poco de agua, se obtiene una pasta con la que se puede cubrir o decorar los dulces o pasteles y que al secarse forma una fina capa de un elegante brillo blanquecino y crujiente. El glaseado admite añadidos que permiten obtener variantes de color y de sabores (colorantes alimenticios y sabor a chocolate, vainilla, fresa, etc.).
Por su textura extremadamente fina, el azúcar glas espolvoreado sobre un postre permite que el sabor dulce del azúcar se derrita instantáneamente en la boca, a diferencia del azúcar granulado común.
Se suele espolvorear en piezas de bollería tales como las berlinesas, las milhojas, brazo gitano, etc. O simplemente espolvorearse sobre un bizcocho o queque.
También se emplea en la elaboración del merengue para decoración de tartas. De esta forma queda más fino y homogéneo al no notarse los cristales de azúcar granulado.

## Otros nombres
- También es llamado azúcar glacé o azúcar nevado.
- En Argentina, Bolivia, Ecuador, Paraguay, Perú y Uruguay es conocida como azúcar impalpable.
- En Colombia y en Perú se le conoce como azúcar en polvo o azúcar pulverizado.
- En Chile se le denomina azúcar flor.
- En Venezuela es llamada nevazúcar.

## Peligros
Si el azúcar fino se mezcla con oxidantes se obtiene una sustancia explosiva. A pesar de los iones de oxígeno ligados, el azúcar puede ligar y funciona como reductor. El peligro que puede originar es a menudo subestimado, ya que la mezcla puede explotar durante la elaboración del mezclado.[cita requerida]